# Cerkiew św. Michała Archanioła w Czersku
Cerkiew św. Michała Archanioła – prawosławna cerkiew parafialna w Czersku. Należy do dekanatu brzeskiego rejonowego eparchii brzeskiej i kobryńskiej Egzarchatu Białoruskiego Patriarchatu Moskiewskiego.

## Historia i opis

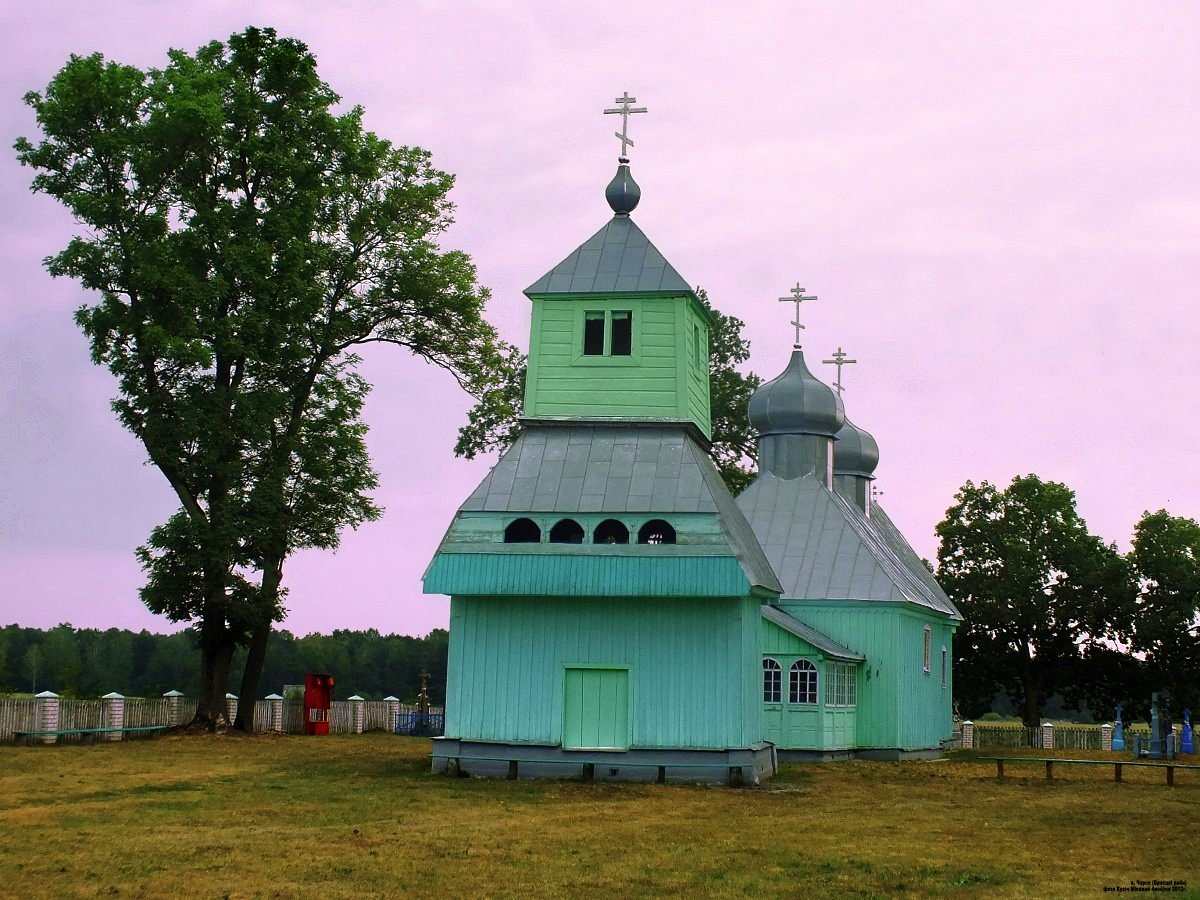
Dzwonnica; w głębi cerkiew

Cerkiew zbudowana z drewna jako świątynia unicka prawdopodobnie przed 1701. 
Po likwidacji unii brzeskiej w guberniach zachodnich Imperium Rosyjskiego w 1839 świątynia przeszła pod jurysdykcję Rosyjskiego Kościoła Prawosławnego. Wówczas dobudowano do niej ganek i trzykondygnacyjną dzwonnicę z minigalerią w części środkowej.
Świątynia składa się nawy na planie kwadratu i węższej, wydłużonej pięciobocznej części ołtarzowej oraz niewielkiego przedsionka z gankiem, dobudowanym w XIX wieku. Wewnątrz cerkwi znajduje się ikonostas z XVII- i XVIII-wiecznymi ikonami.
Cerkiew niegdyś była pokryta gontem, obecnie blachą.
Świątynia została wpisana na listę dziedzictwa kulturowego i historycznego Białorusi.